# Herting
Herting er en bydel i den sydøstlige del af  Falkenberg, Sverige. Den afgrænses i vest af Ätran, mod syd af Peter Åbergs väg og  Kristineslättsallén og mod nordøst af en skovplantage. Bydelen består hovedsageligt af beboelsesbygninger. Villaerne er stort set bygget fra 1910'erne og endda 1960'erne. Der er en række mindre butikker i området . Falkenbergs idrottsplats , Falkenbergs idrottshall, Hertingskolan, Tullbroskolan og Herting kirke er også placeret i bydelen. 

## Etymologi
Navnet kommer muligvis fra hjort (jf. Hjerting i Danmark). Den blev første gang registreret som 'Hirthe' i 1531 og er siden blevet stavet som den nuværende stavemåde (f.eks. 'Hirtings laxegaardtt' 1569).

## Historia
Dronning Kristinas "kroejerordre" fra 1649 beordrede, at kroer skulle findes på et antal steder i landet og i 1651 blev kronestuen Herting i Skrea sogn omdannet til kro.  
Byen Falkenberg købte i 1901 Herting og jorden blev indlemmet i byen i 1908. Kort tid efter begyndte den kommunale mellemskole at blive bygget efter tegninger af Georg A. Nilsson. Skolen brændte ned i 1960; i stedet er den nuværende Tullbroskolan. I mange år var Herting et industricenter med et destilleri, et teglværk (1728-1985, flyttet til Tegelbruket-kvarteret i 1836 ), et savværk og et mejeri. I 1903 blev Hertings kraftværk bygget i Ätran i Hertings strømfald . Kraftærket fyldte på det tidspunkt hele Falkenbergs energibehov. Kraftværket er der stadig, men leverer nu kun 4 procent af behovet[kilde mangler]. En fiskevej forbi kraftværket blev anlagt i 2014. 
I 1906 fremstillede Nils Gellerstedt et byplanforslag, som blev fulgt for kvartererne Mälaren og Tegelbacken . Boliger begyndte at blive bygget i 1914 i form af villaer langs Ätran. I de følgende årtier voksede bosættelsen og dannede et helt distrikt, der oprindeligt blev kaldt Hertings villastad. Mange af villaerne er designet og bygget af bygherren Carl Landsten (1875–1969) og ofte dækket med et karakteristisk ru gips, kaldet Falkenberg gips. Herting er i dag hovedsageligt et boligområde med de fleste villaer, men også nogle rækkehuse og lejlighedsbygninger. Et originalt element i bybilledet er Olsgården fra 1923 på Strandvägen 7, designet af Hakon Ahlberg. 
Den første byplan for Herting kom i 1932. Denne blev revideret i 1948.  I 1937 stod en ny jernbanebro over Ätran færdig, og västkustbanan blev trukket hen over området over en større og en mindre viadukt ved Strandvägen. Togtrafikken forsvandt i 2008, da en ny linje øst og nord for byen blev åbnet.